# Davádordžín Tömörchüleg
Davádordžín Tömörchüleg (mongolsky Д. Төмөрхүлэг) nebo Tömörchüleg Davádordž (mongolsky Төмөрхүлэг Даваадорж), (* 29. září 1990 v Ulánbátaru, Mongolsko) je mongolský zápasník se zaměřením na judo a sambo.

## Sportovní kariéra
Zápasení se věnuje od útlého dětství po vzoru svého otce, bývalého předního mongolského zápasníka. V mongolské judistické i sambistické seniorské reprezentaci se pohybuje od roku 2009. V roce 2012 si vybojoval nominaci na olympijské hry v Londýně v judu, ale nesplnil očekávání černého koně superlehké váhy. Po olympijských hrách v Londýně přešel do vyšší pololehké váhy. Daleko úspěšnější je díky menší konkurenci v sambu, ve kterém je mistrem světa z roku 2014. V roce 2016 uspěl v mongolské nominaci na olympijské hry v Riu, kde startoval jako druhý nasazený. Po úvodních dvou výhrách nestačil ve čtvrtfinále na formu Itala Fabia Basileho, který ho hned v úvodu strhnul na wazari technikou uki-waza a minutu před koncem poslal na ippon po krásně provedeném de-aši-harai. V opravách neuspěl a obsadil 7. místo.

### Vítězství ve SP
- 2009 - 1× světový pohár (Suwon)
- 2010 - 2× světový pohár (Vídeň, Ulánbátar)
- 2011 - 1× světový pohár (Amsterdam)
- 2012 - 2× světový pohár (Ulánbátar, Čching-tao)
- 2013 - 1× světový pohár (Baku)
- 2015 - 3× světový pohár (Tbilisi, Ulánbátar, Paříž)

## Výsledky

### Judo
| Olympijské hry    |    |    |     |     | úč. |     |     |    | 7. |  |  |  |  |  |  |  |  |  |  |  |  |  |
| Mistrovství světa |    | —  | úč. | úč. |     | úč. | úč. | 5. |    |  |  |  |  |  |  |  |  |  |  |  |  |  |
| Asijské hry       |    |    | —   |     |     |     | 1.  |    |    |  |  |  |  |  |  |  |  |  |  |  |  |  |
| Mistrovství Asie  | —  | —  |     | 2.  | —   | 1.  |     | 3. | 3. |  |  |  |  |  |  |  |  |  |  |  |  |  |
| MS juniorů        | 2. | 2. |     |     |     |     |     |    |    |  |  |  |  |  |  |  |  |  |  |  |  |  |